# French Connection (cocktail)
Il French connection è un cocktail  ufficiale IBA a base di amaretto e cognac.

## Composizione
- 3.5 cl di cognac
- 3.5 cl di amaretto

## Preparazione
Si prepara direttamente in un bicchiere tipo old fashioned con ghiaccio. Una volta versati gli ingredienti, mescolare delicatamente.